# Imma stilbiota
Imma stilbiota är en fjärilsart som beskrevs av Oswald Beltram Lower 1903. Imma stilbiota ingår i släktet Imma och familjen Immidae. Inga underarter finns listade i Catalogue of Life.